# منحة تشيفنينغ

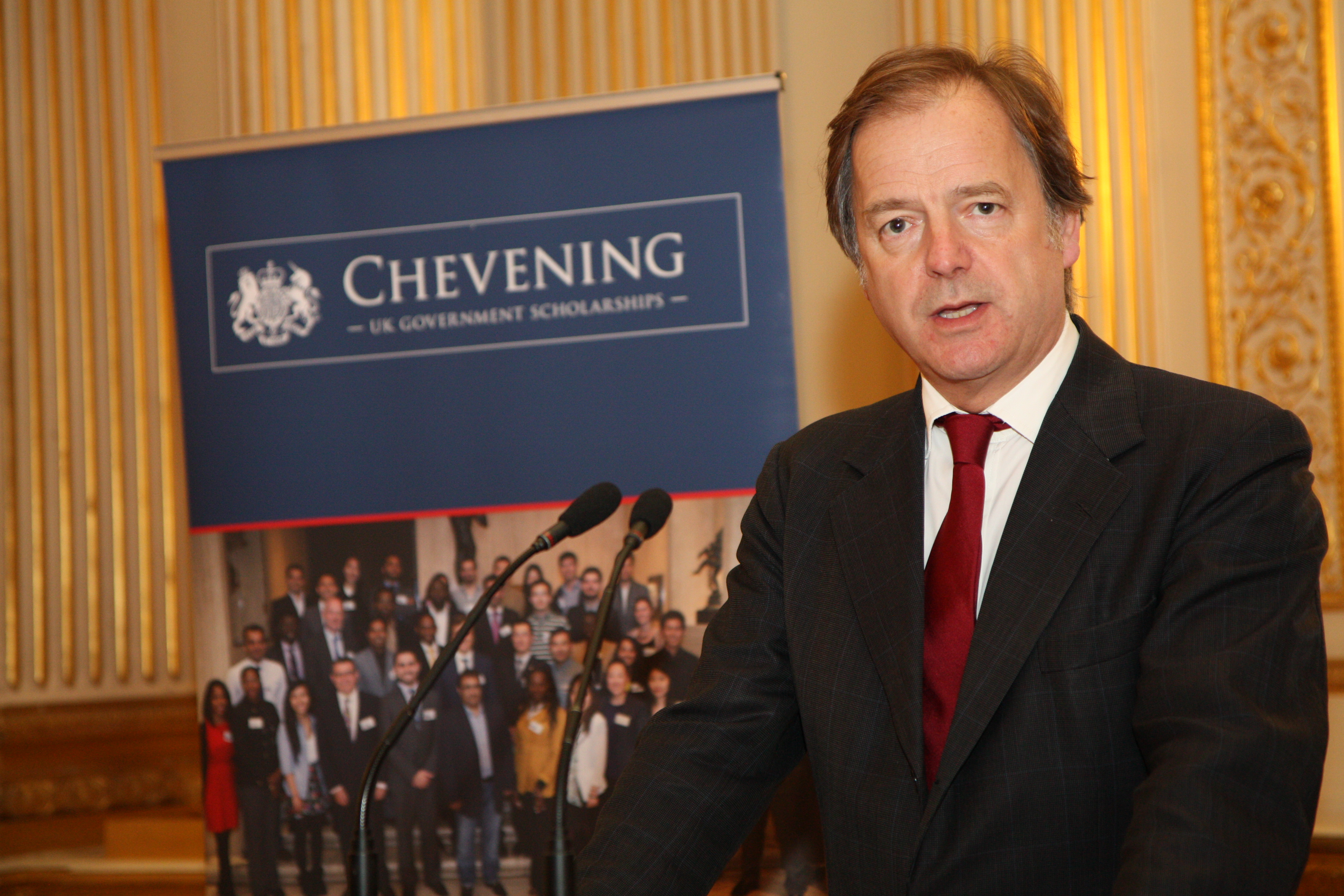
صورة تظهر وزير الخارجية هوغو سواير يتحدث في فعالية لشركاء منحة تشيفينينغ في لندن، 24 مارس 2015

منحة تشيفنينغ وهي عبارة عن برنامج للمنح الدراسية الدولية يمكّن الطلاب ذوي الصفات القيادية من أكثر من 160 دولة ومنطقة لإجراء دراسات عليا أو دورات في جامعات في المملكة المتحدة. يأتي تمويل المنحة من وزارة الخارجية والكومنولث البريطانية والمنظمات الشريكة لها.

## تاريخ المنحة
بدأ برنامج تشيفنينغ للمنح الدراسية في عام 1983 باعتباره مخطط جوائز وزارة الخارجية والكومنولث ويتم تمويله من قبل وزارة الخارجية والكومنولث التابعة للحكومة البريطانية والمنظمات الشريكة لها. الهدف المعلن للخطة هو بناء شبكة أصدقاء المملكة المتحدة، الذين سيكونون قادة المستقبل في بلدانهم. في عام 1994، تم تغيير اسم المخطط إلى تشيفنينج، يعود الأسم إلى بيت تشيفينغ الواقع في بلدة كينت التي تقع في سيفين اوكس جنوب شرق لندن، إنجلترا. ويعد بيت تشيفينغ حاليا المقر الرسمي المشترك لوزير الخارجية البريطاني ونائب رئيس الوزراء البريطاني. 
أطلقت وزارة الخارجية والكومنولث في عام 2004 برنامج زمالات تشيفنينغ. يوفر برنامج الزمالات دورات قصيرة أو فرص بحثية ومهنية في المجالات متعلقة بمؤسسات المملكة المتحدة. يشترط على المتقدمين أن يكونو في منتصف حياتهم المهنية وذوي مناصب قيادة وتأثيرفي مجتمعاتهم.
في عام 2007/08 كلّفت منحة تشيفنينج وزارة الخارجية والكومنولث البريطانية حوالي 22 مليون جنيه استرليني. في نفس العام، كلّف برنامج زمالات تشيفنينغ حوالي 4 ملايين جنيه إسترليني. في يوليو 2010، أعلن وزير الخارجية البريطاني عن تخفيض قدره 10 ملايين جنيه استرليني من ميزانية المنح الدراسية، في سياق تخفيضات الميزانية الأوسع. وأدى ذلك إلى إلغاء عدد من المنح الدراسية للفترة 2010/11. بعد فترة مراجعة، افتتحت جولة المنحة الدراسية 2011/12 للطلبات في أيلول 2011. في 2011/12 ارتفع عدد المنح الدراسية إلى أكثر من 700 في جميع أنحاء العالم. في 2015/16، تم زيادة عدد المنح الدراسية إلى 1500. في 2017/18، كان إجمالي عدد المنح الدراسية 1650.
في أبريل 2012، تولى اتحاد جامعات الكومنولث إدارة المخطط من المجلس البريطاني، وإنشاء أمانة تشيفنينج.
في أكتوبر 2018، احتفل برنامج تشيفنينغ للمنح الدراسية بذكراه السنوية الخامسة والثلاثين من خلال منح إجمالي عدد 1800 منحة دراسية من 160 دولة للعام الدراسي 2018/19. في وقت سابق من ذلك العام، وصل عدد خريجي تشيفنينغ أيضًا إلى علامة 50,000.

## الدول المشاركة

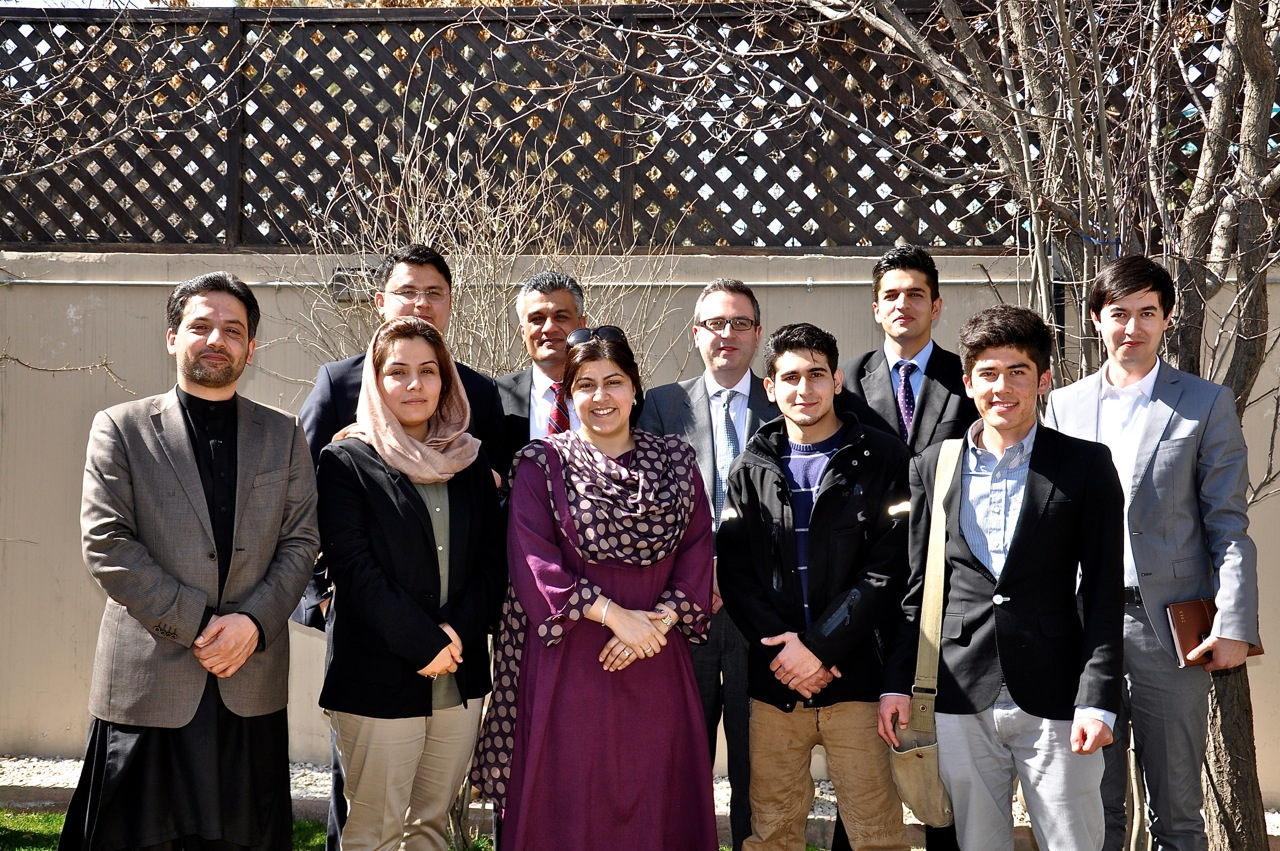
وزيرة الدولة السابقة بوزارة الخارجية، البارونة وارسي تلتقي بطلاب تشيفنينج في أفغانستان، مارس 2013

يختلف عدد المنح المتاحة من بلد إلى آخر. يتم منح أكثر من ثلاثين منحة دراسية حاليًا لمرشحين من نيبال والهند وروسيا والصين. يتم منح عشرين أو أكثر لمرشحين من مصر وسوريا وكوريا الجنوبية وإندونيسيا وباكستان والمكسيك وتايلاند والبرازيل، مع أقل من خمس منح أساسية متاحة الآن للمرشحين من أستراليا وكندا  (الطلاب الأمريكيون غير مؤهلين، ولكن يمكنهم التقديم لمنح مارشال التي تمولها أيضًا وزارة الخارجية والكومنولث). منحة تشيفنينغ غير متاحة للمرشحين الأستراليين غير الأصليين.
تعتمد أهمية برنامج منح تشيفنينج على اتساع نطاقه فعلى سبيل المثال في 2017/18 تم منح 1650 منحة دراسية للطلاب من أكثر من 140 دولة،  مما سمح للطلاب من الدول النامية بالوصول إلى مؤسسات التعليم العالي البريطانية، وبعضها على مستوى عالٍ جدًا وفقًا لما تحدده التصنيفات الدولية. وبهذه الطريقة، يشبه برنامج تشيفنينغ منح فولبرايت الأمريكية التي تجلب الطلاب من 140 دولة إلى الولايات المتحدة  ويختلف عن برنامج رودس للمنح الدراسية الذي يسمح حاليًا بتقديم الطلبات من حوالي 18 دولة. غالبًا ما يحصل الفائزون بمنح تشيفنينغ الدراسية على تغطية في الصحف الوطنية والمحلية. 

## معيار الاختيار
تهدف معايير الاختيار لمنحة تشيفنينج إلى تحديد «الخريجين من ذوي الكفاءات العالية الذين يتمتعون بالصفات الشخصية والفكرية والشخصية اللازمة للقيادة». تختلف معايير الاختيار المحددة لمنح تشيفنينغ الدراسية من دولة إلى أخرى، ومن عام لآخر. في 2017/18، من بين 65000 متقدم، تم منح 1650 منحة دراسية.  في عام 2018 من أصل 65000 متقدم تم قبول 1800 متقدم. 
يتم تقديم الطلبات عبر الإنترنت عبر بوابة ويب بين أوائل أغسطس وأوائل نوفمبر  من كل عام، باستثناء بعض المنح الدراسية التي يرعاها المتقدمون من خلال المنظمة المشاركة في الرعاية. تم فتح باب التقديم ل 2018/19 في 6 أغسطس 2018 وسيتم إغلاقه في 6 نوفمبر 2018 الساعة 5 مساءً بتوقيت البرازيل. لعام 2021/22 أعلنت منحة شيفنينغ أنها ستستقبل الطلبات ابتدأً من الثالث من سبتمبر 2020.  يجب على المتقدمين للمنح الدراسية أيضًا التقدم مباشرة إلى جامعاتهم المفضلة في المملكة المتحدة، وعادةً ما يكون ذلك بالنسبة لدورات درجة الماجستير التي يتم تدريسها. يطلب أيضًا من المتقدمين الحصول على متطلبات اللغة الإنجليزية للجامعة المستضيفة للطالب واجتياز اختبار ال آيلتس للغة الإنجليزية بدرجة لا تقل عن 5.5. لعام 2020/21 وبسبب جائحة فيروس كورونا 2019–20 وصعوبة الوصول لمراكز الاختبار، تم تعديل الشروط لتشمل فقط تحقيق شروط اللغة للجامعة المستضيفة للعام الدراسي 2020/21 فقط.
تشمل معظم المنح الدراسية الممنوحة من تشيفنينغ رواتب المعيشة وتذاكر الطيران والتكلفة الكاملة أو الجزئية للرسوم الدراسية.
كانت الوجهات الأكثر شعبية للحاصلي على المنحة في عام 2011 هي مدرسة لندن للاقتصاد والعلوم السياسية، وكلية لندن الجامعية، وجامعات أكسفورد، وكامبريدج، وإدنبره، وجامعة نوتنغهام، وجامعة باث، وكينغز كوليدج لندن. 

## مسيرة تشيفنينغ[18]
- عام 1983: الفوج الأول، تم منح تشيفنينغ لـ 100 طالب من 41 بلد وإقليم مختلف.
- عام 1993: وصل عدد خريجي منحة تشيفنينغ إلى 10000 خريج.
- عام 1994: تم تغيير اسم المنحة من برنامج جوائز وزارة الخارجية والكومنولث البريطانية إلى منحة تشيفنينغ.
- عام 1999: وصل عدد خريجي منحة تشيفنينغ إلى 20000 خريج.
- عام 2002: أصبح Rinchinnyamyn Amarjargal أول خريج تشيفنينغ يتولى منصب رئيس وزراء بلاده (رئيس وزراء منغوليا).
- عام 2004: إطلاق برنامج الزمالات.
- عام 2008: وصل عدد خريجي منحة تشيفنينغ إلى 40000 خريج.
- عام 2014: تم إطلاق تحالف خريجي منحة تشيفنينغ رسميا.
- عام 2018: تم منح منحة تشيفنينغ لـ 1750 طالب من 160 بلد مختلف، ووصل عدد خريجي منحة تشيفنينغ إلى 50000 خريج.

## خريجي تشيفنينغ
اعتبارًا من 2017/18، هناك ما يقدر بنحو 50000 من خريجي منحة تشيفنينغ،  مع التركيز على تحسين الروابط مع وبين شبكة الحاصلين على منحة كنتيجة للمراجعات في 2005  و 2006. وقد وصل العديد من الحاصلين على منحة تشيفنينغ إلى مواقع تأثير في قطاعات مختلفة منذ وضع هذه الاستراتيجية.
قائمة ببعض الخريجين البارزين:

- هانيا شلقامي - عالمة أنثروبولوجيا مصرية
- كارلوس ألفارادو كيسادا - رئيس كوستاريكا [21]
- ألفارو أوريبي - رئيس كولومبيا (2002-2010)
- آن إنرايت - الحائزة على جائزة بوكر
- أنوتي تونغ - رئيس كيريباتي
- بيبي روث فيلاراما - منتج ومخرج فيلم فلبيني [22]
- بالدوين سبنسر - رئيس وزراء أنتيغوا وبربودا
- فيليز علي - عازف البيانو
- جودني يوهانسون- رئيس أيسلندا
- غييرمو شيريدان - ناقد أدبي
- غوناجاف باتجارغال - السفير المنغولي في النمسا
- هيلون هابيلا - الروائي الحائز على جائزة كين
- جورما أوليلا - الرئيس غير التنفيذي لشركة رويال داتش شل، الرئيس غير التنفيذي لشركة نوكيا
- سيغموندور دافيتش جونلاوجسون - رئيس وزراء أيسلندا السابق

- سيغموندور دافيتش جونلاوجسون - رئيس وزراء أيسلندا السابق